# Liste der Bodendenkmale in Görlitz
In der Liste der Bodendenkmale in Görlitz sind die Bodendenkmale der Stadt Görlitz und ihrer Ortsteile nach dem Stand der Auflistung von Harald Quietzsch und Heinz Jacob aus dem Jahr 1982 aufgelistet. Eventuelle Änderungen und Ergänzungen, insbesondere aus der Zeit nach der Wende, sind nicht berücksichtigt, da für Sachsen aktuell keine neueren allgemein zugänglichen Bodendenkmallisten vorliegen. Die Baudenkmale sind in der Liste der Kulturdenkmale in Görlitz aufgeführt.
| Denkmal-ID | Fundart            | Ortsteil  | Bezeichnung                                             | Zeitstellung            | Lage | Bemerkungen                                                                           | Bild |
| ---------- | ------------------ | --------- | ------------------------------------------------------- | ----------------------- | --- | ------------------------------------------------------------------------------------- | ---- |
| ?          | besonderer Stein   | Görlitz   | Steinkreuz                                              | Spätmittelalter         | nordwestlicher Stadtrand, östlich der Girbigsdorfer Straße und der Eisenbahnunterführung, auf der Flurgrenze mit Girbigsdorf | Dolcheinzeichnung, Schutz seit 26. Juni 1970                                          |      |
| ?          | besonderer Stein   | Görlitz   | Steinkreuz                                              | Spätmittelalter         | nordöstlicher Altstadtrand, vor der südlichen Chorseite der Peterskirche                                                     | liegend ins Pflaster des Fußwegs eingelassen, Schutz seit 26. Juni 1970               |      |
| ?          | besonderer Stein   | Görlitz   | Steinsäule                                              | Spätmittelalter         | südlicher Stadtrand, östlich an der Zittauer Straße, nördlich des zum Sportplatz abzweigenden Wegs                           | Alt verstümmelt, Schutz seit 26. Juni 1970                                            |      |
| ?          | Befestigung > Burg | Görlitz   | bronzezeitliche Wallanlage, mittelalterliche Wehranlage | Bronzezeit, Mittelalter | südwestlich der Altstadt und von Klein Biesnitz auf dem Gipfel und dem unteren Südhang der Landeskrone                       | Gipfelburg, Schutz seit 1. September 1966                                             |      |
| ?          | Befestigung > Burg | Tauchritz | Wasserburg                                              | Mittelalter             | nördlicher Ortsrand, nördlicher Gutsbereich                                                                                  | durch Schloss überbaut, nördliche Grabenseite verfüllt, Schutz seit 1. September 1966 |      |